# Голощапов, Николай Михайлович
Николай Михайлович Голощапов (р. 25.01.1935) — российский специалист-лепролог и иммунофармаколог, профессор, доктор медицинских наук, заслуженный изобретатель РСФСР(1986 г.). До 2003 г. — главный специалист по лепре в Минздраве РФ. Бывший директор и основатель Научно-исследовательской лаборатории иммунохимиотерапии лепры и иммунотропных средств.
Награждён Орденом Трудового Красного знамени и 4 медалями. Дочь — Елена Николаевна (д.м.н.).

## Научная деятельность
Научно-исследовательская лаборатория иммунохимиотерапии лепры и иммунотропных средств была создана Минздравом РСФСР в 1972 году, учитывая творческие и научные заслуги Голощапова.
В 1962—1964 гг. Голощапов работал в Верхне-Кубанском лепрозории (Северный Кавказ), где впервые применил пиримидиновые производные — пентоксил, метилурацил, оротовую кислоту и её соли — в комплексе с сульфоновыми препаратами. Комплексное применение снизило побочные действия сульфоновых средств. В 1965 г. на научной конференции по пиримидинам в Ленинграде договорился с ныне зам. директора Института органической и физической химии РАН В. С. Резником о необходимости синтеза нового комплексного вещества — сульфонопиримидиновых производных.
Лаборатория имеет в своем составе клинику и опытно-производственное подразделение «Иммунопрепарат», на базе которого в 1992 году приказом министерства был создан филиал Государственного центра экспертизы лекарств.
Местонахождение: посёлок Зелёная Дубрава Сергиево-Посадского района Московской области. Один из трёх лепрозориев в России (другие два — в Астраханской области и в Ставропольском крае).
В связи с высокой эффективностью препаратов, в лепрозории, который обслуживал 77 регионов России, по состоянию на конец 2002 г. остались лишь единичные пациенты, а также уже вылеченные пациенты пожилого возраста. По словам Голощапова, ранее в этой клинике лечились в отдельных случаях (в общем числе 10—11 человек) высокопоставленные зарубежные пациенты из Испании, Лаоса, Конго, Индии, Ирана, а также бывший диктор телекомпании Би-Би-Си, которых привозили по линии КПСС.
Под руководством Голощапова синтезировано свыше 50 иммуномодуляторов с антимикобактериальной активностью, которые были отмечены более чем 40 авторскими свидетельствами и 30 зарубежными патентами, выданными на имя Голощапова Н. М. и его сотрудников. Результатами этих работ стали 200 научных публикаций, 4 монографии и 12 методических рекомендаций. Голощапов создал группу бифункциональных иммуномодуляторов, из которых три препарата — Изофон, Сульпифон и Димоцифон — были внесены в Госреестр лекарственных средств.
Голощапов получил 37 авторских свидетельств на изобретения. По состоянию на 2002 год Николай Михайлович фигурирует как соавтор в 10 зарубежных патентах, США, Англии, Франции и Японии. Наиболее значимым своим изобретением Голощапов называет препарат изофон, обладающий противолепрозной и противотуберкулёзной активностью. Исследования активности препаратов в этих направлениях были связаны с тем, что в клинике оказались больные, одновременно страдавшие лепрой и туберкулёзом лёгких. По утверждению Голощапова,

«классические микобактериозы — лепра и туберкулёз — во всём мире лечатся одними и теми же лекарствами. Нет ни одного лекарства для лечения проказы, которое не годилось бы для лечения туберкулёза».

Иммуномодулятор изофон состоит из сульфоновой группы (SO2), пиримидинового производного (6-метилурацил) и антимикобактериальной группы в тубазиде (изониазиде). Химическая формула: N-(6-метил-2,4-диоксо-1,2,3,4-тетрагидо-5-пиримидинсульфон)-N1-изоникотиноигидразид гидрат.
Препарат с положительными результатами в противотуберкулёзных целях применяли в Центральном противотуберкулёзном госпитале в Пушкино, в тюрьмах г. Твери и Ярославля, в Минском медицинском институте.

## Заявление по поводу В. А. Ющенко
В декабре 2007 г. Н. М. Голощапов, вслед за И. А. Гундаровым, подтвердил в видео-интервью km.ru версию о возможности заражения президента Украины В. А. Ющенко проказой (лепрой). Он утверждал: «Я проработал 42 года в борьбе с лепрой. Если симптомы заподозрили, то нельзя исключить возможность лепры. Больной должен быть обследован на поиск возбудителя лепры», подчёркивая, что достоверный диагноз может быть поставлен при обнаружении у больного возбудителя проказы — Mycobacterium leprae.
В связи с тем, что лепра поражает нервную систему пациента, Голощапов считает, что у пациентов с этой болезнью может наблюдаться постепенная потеря связи с реальностью. Указывая на изменения ушных раковин президента Ющенко, Голощапов отметил: «Изменения формы ушной раковины могут быть при многих заболеваниях, в том числе при лепре. Поэтому если судить по форме изменений ушных раковин, то наряду с буграми на лице можно заподозрить лепру». При этом он подверг сомнению версию украинских властей об отравлении Ющенко диоксином.